# Stefanel
STEFANEL ist eine besonders für Strickwaren bekannte italienische Modemarke für Damen- und bis 2011 auch Herrenbekleidung sowie Accessoires mit eigener Herstellung und Ladenkette, die 1959 von Carlo Stefanel gegründet wurde.

## Unternehmensgeschichte
Carlo Stefanel (1925–1987), in Ponte di Piave (nahe San Biagio di Callalta) geboren, hatte sich ab Ende der 1940er Jahre als Woll- und Stoff-Produzent sowie als Tuch-Händler in der Region Treviso einen Namen gemacht. 1959 gründete er in Ponte di Piave seine eigene Firma, Maglificio Piave. Das Unternehmen stellte zunächst Stoffe für andere Modeunternehmen her. Nachdem in den 1970er Jahren Carlos Sohn Giuseppe (* 31. August 1952) in den väterlichen Betrieb eingestiegen war, begann die Reorganisation der Firma. Erstmals wurde eigene Bekleidung hergestellt und an Einzelhändler verkauft. Giuseppe verantwortete unter anderem ab 1975 die neue jugendliche Linie Linea Sigma und übernahm 1979 die Firmenleitung. Erst in dieser Zeit wurde der Familienname zum Markennamen, und ab 1983 hieß auch das Unternehmen offiziell Stefanel.
Das erste Stefanel-Geschäft öffnete 1980 in Siena, 1982 wurde das erste internationale Geschäft in Paris eingeweiht. Stefanel-Mode war fortan ausschließlich in Stefanel-Geschäften erhältlich. 1987 ging das Unternehmen in Mailand an die Börse. Nach einer Zeit des rasanten Wachstums gab es – zum größten Teil als Franchise – bereits 800 Stefanel-Geschäfte weltweit. Noch 1987 expandierte Stefanel auf den amerikanischen Kontinent; der erste Stefanel-Laden eröffnete im gleichen Jahr in New York City. Hauptabsatzmarkt von Stefanel war und ist Italien, wo es Ende der 1980er Jahre über 550 Stefanel-Boutiquen gab. Der asiatische Markt wurde durch ein Joint Venture mit Onward Kashiyama 1989 eingenommen.
Ab den 1990er Jahren versuchte der Konzern auf Druck durch die Konkurrenz das Portfolio zu erweitern: 1990 erwarb Stefanel den italienischen Bekleidungshersteller Interfashion. Von 1990 bis 2008 hielt das Unternehmen zudem die Lizenz für Bekleidung der Marke Marithé & Francois Girbaud (M.F.G). Ab Anfang der 1990er Jahre lagen auch die letztendlich wenig lukrativen Lizenzen für die Mode-Zweitlinien von Calvin Klein (cK Calvin Klein; 1995–2001) und Romeo Gigli (G Gigli; 1990–1999) sowie die Sportswear-Linie von Converse bei Stefanel. Das Amerika-Geschäft stellte sich als Enttäuschung heraus, wenngleich die Gruppe ansonsten weltweit stetig zulegte: 1992 waren von über 100 Geschäften in den USA nur noch vier übrig. Die schärfsten Konkurrenten von Stefanel waren Benetton und DIESEL, welche Stefanel Mitte der 1990er Jahre überholten. 1996 rutschte Stefanel in den roten Zahlen, weswegen weltweit etwa 500 zumeist kleinere Geschäfte geschlossen wurden. Ende der 1990er Jahre gab es zudem Gerüchte, dass der französische Luxusgüterkonzern LVMH Stefanel übernehmen werde.
Anfang 2000 übernahm der Stefanel-Konzern das deutsche Bekleidungsunternehmen Hallhuber für 35 Millionen DM, welches 2009 allerdings für mehr als 25 Millionen Euro weiterveräußert wurde. Die Kinder-Kollektion von Stefanel wurde in dieser Zeit eingestellt. Von 2002 bis 2011 hielt Stefanel überdies Beteiligungen an Duty-free Shops (50-Prozent-Anteil an The Nuance Group). Die Duty Free Sparte machte mitunter 70 Prozent des Gesamtumsatzes der Stefanel-Gruppe aus und stabilisierte die Bilanzen. Stefanel stieß die Nuance Beteiligung 2011 für zirka 110 Millionen Euro ab. 2007 lancierte Interfashion die Modemarke HIGH, welche Stefanel Anfang 2011 sehr gute Zahlen bescherte, obwohl die Kernmarke Stefanel hohe Verluste generierte. Interfashion gehört seit 2007 auch die Lizenz für die Zweitlinie des sardischen Designers Antonio Marras (bis 2011 KENZO-Designer) namens I’M Isola Marras. 2009 feierte Stefanel sein 50-jähriges Bestehen. 2011 wurde die Herrenmodesparte eingestellt. Im September 2013 folgte Federico Girotto als CEO auf Luciano Santel, der als COO zum Daunenjacken-Hersteller Moncler wechselte.
Um die Jahrhundertwende betrieb das Unternehmen 1000 Geschäfte in 56 Ländern. Ende 2010 beschäftigte der Konzern weltweit 1630 Mitarbeiter, während es Ende 2002 noch 4207 Beschäftigte gewesen waren. Ende 2010 unterhielt Stefanel noch 506 Modegeschäfte, unter anderem in Italien, Portugal, Spanien, Schweiz, Schweden, Deutschland, Türkei und in Korea. In Deutschland besteht die Stefanel GmbH, deren Sitz sich bis 2000 in Mannheim befand und welcher mit der Hallhuber-Übernahme nach München verlegt wurde. Geschäftsführer ist seit 2007 Massimo Tobaldo. In Deutschland gab es 2011 noch 23 Stefanel-Geschäfte und vier Outlets.
Im November 2016 wurde bekannt, dass die Firma Gläubigerschutz beantragt habe.
Giovanna Stefanel, Tochter von Carlo und Schwester von Giuseppe sowie Aufsichtsrätin im Stefanel-Konzern, ist seit 2005 mit dem deutschen Immobilien-Investor Ludwig Stoffel verheiratet und lebt in Berlin.